# Etatizem
Etatizem (iz francoščine état 'država') ali statizem je v politologiji doktrina, kjer država aktivno posega v gospodarske in družbene zadeve z namenom nadzora in urejanja, torej je politična oblast države do neke mere legitimna. To lahko vključuje ekonomsko in socialno politiko, zlasti v zvezi z obdavčitvijo in proizvodnimi sredstvim, lastništvom podjetij, regulacijo trga, določanjem cen, upravljanjem z viri in zagotavljanje socialnih storitev.
Izraz je v uporabi od sredine 19. stoletja, v tridesetih in štiridesetih letih 20. stoletja pa je pridobil pomembno uporabo v ameriškem političnem diskurzu. Nasprotovanje etatizmu se imenuje antietatizem ali anarhizem. Za slednjo je običajno značilno popolno zavračanje vse hierarhične vladavine.

## Pregled
Etatizem ima lahko različne oblike, od majhne do velike vlade. Minarhizem je politična filozofija, ki daje prednost minimalni državi, kot je država nočnega čuvaja, ki z vojsko, policijo in sodišči ščiti ljudi pred agresijo, krajo, kršitvijo pogodbe in goljufijami. Socialna država je druga oblika v spektru etatizma. Avtoritarne filozofije menijo, da je močna, avtoritativna država potrebna za zakonodajo ali uveljavljanje morale in kulturnih praks. Totalitarizem je tisti, ki ima raje maksimalno, vseobsegajočo državo.
Politična teorija se že dolgo sprašuje o naravi in pravicah države. Nekatere oblike korporativizma poveličujejo moralno stališče, da je skupina podjetij, običajno država, večja od vsote svojih delov in da imajo posamezniki moralno dolžnost služiti državi. Skepticizem do etatizma v zahodnih kulturah je v veliki meri zakoreninjen v razsvetljenski filozofiji. John Locke je v svojih spisih, objavljenih pred angleško revolucijo leta 1688 in po njej, zlasti v A Letter Concerning Toleration (1667), Two Treatises of Government (1689) in An Essay Concerning Human Understanding (1690) izrazito vplival na sodobno razmišljanje. V besedilu iz leta 1689 je postavil osnovo liberalne politične teorije, to je, da so ljudske pravice obstajale pred vlado; da je namen vlade varovanje osebnih in lastninskih pravic; da lahko ljudje razpustijo vlade, ki tega ne storijo; in da je predstavniška vlada najboljša oblika za zaščito pravic.

## Ekonomski etatizem
Ekonomski etatizem spodbuja stališče, da ima država pomembno, potrebno in legitimno vlogo pri usmerjanju glavnih vidikov gospodarstva, bodisi neposredno prek podjetij v državni lasti in ekonomskega načrtovanja proizvodnje bodisi posredno prek ekonomskega intervencionizma in makroekonomske regulacije.
Najpogostejši primeri tega so državni kapitalizem, državni korporativizem, državni intervencionizem ter državni socializem.

## Politični etatizem

### Državni nacionalizem
Državni nacionalizem ali državno vodeni nacionalizem je nacionalizem, ki 'državno identiteto' enači z 'nacionalno identiteto' ali ceni državno avtoriteto. Vendar je to povezano tudi z neliberalno, avtoritarno in totalitarno politiko; Italijanski fašizem je najboljši primer, poosebljen v sloganu Benita Mussolinija : "Tutto nello Stato, niente al di fuori dello Stato, nulla contro lo Stato" ("Vse v državi, nič zunaj države, nič proti državi").
V vzhodnoazijski kulturni sferi, denimo Kitajska, sta "državni nacionalizem" in "etatizem" zapisana kot 國家主義, zaradi česar je razlika med njima nejasna. Tudi v vzhodnoazijski kulturni sferi je državni nacionalizem pogosto v nasprotju z etnično temelječimi narodnoosvobodilnimi gibanji.
Kitajski državni nacionalizem je državljanska nacionalistična ideologija,  vendar ob enem zmanjšuje avtonomijo Hongkonga in opravičuje diktaturo kitajske komunistične partije. Tudi sovjetski nacionalizem v 20. stoletju je združeval državljanski nacionalizem z [državno] avtoritarnostjo. Japonski ultranacionalizem (npr. shōwa etatizem) je pogosto opisan kot "državni ultranacionalizem" (japonsko :超国家主義), ker ceni državno enotnost okoli japonskega cesarja. Med vrste državnega nacionalizma uvrščamo tudi italijanski fašizem in frankoizem, v Turčiji pa kemalizem.

### Državni feminizem
Državni feminizem je feminizem, ki ga dovoljuje država ali vodi nacionalna država. Državni feminizem ločimo med liberalnim državnim feminizmom (ki ga predstavlja nordijski model) in avtoritarnim državnim feminizmom (ki je pogosto povezan tudi z državno vodenim sekularizmom).
 